# Andy Roberts
Andrew James Roberts (ur. 20 marca 1974 w Dartford, Anglia) – angielski piłkarz, który występował na pozycji pomocnika.
Został wybrany najlepszym zawodnikiem Crystal Palace w sezonie 1995/96.